# 1873 en rugby à XV
Cette page présente les faits marquants de l'année 1873 en rugby à XV : les principaux évènements liés au rugby à XV ainsi que les naissances et décès de grandes personnalités de ce sport.

## Événements
De nouvelles règles du rugby sont publiées en 1873 : Laws of Football as played at Rugby School.

### Mars
- 3 mars :
  - Fondation de la Scottish Football Union, qui deviendra la Scottish Rugby Union, la fédération écossaise de rugby à XV[1].
  - Match nul sans point à Glasgow entre l’Écosse et l’Angleterre.

### Octobre
- Création du County Carlow FC

## Principales naissances
- 17 septembre : Henri Amand, joueur de rugby à XV puis arbitre et dirigeant sportif français. Président de la FFR. († 29 septembre 1967).
- 30 octobre : Dave Gallaher, joueur de rugby à XV néo-zélandais. († 4 octobre 1917).